# Kunstakademie Islands

Logo der Listaháskóli Íslands

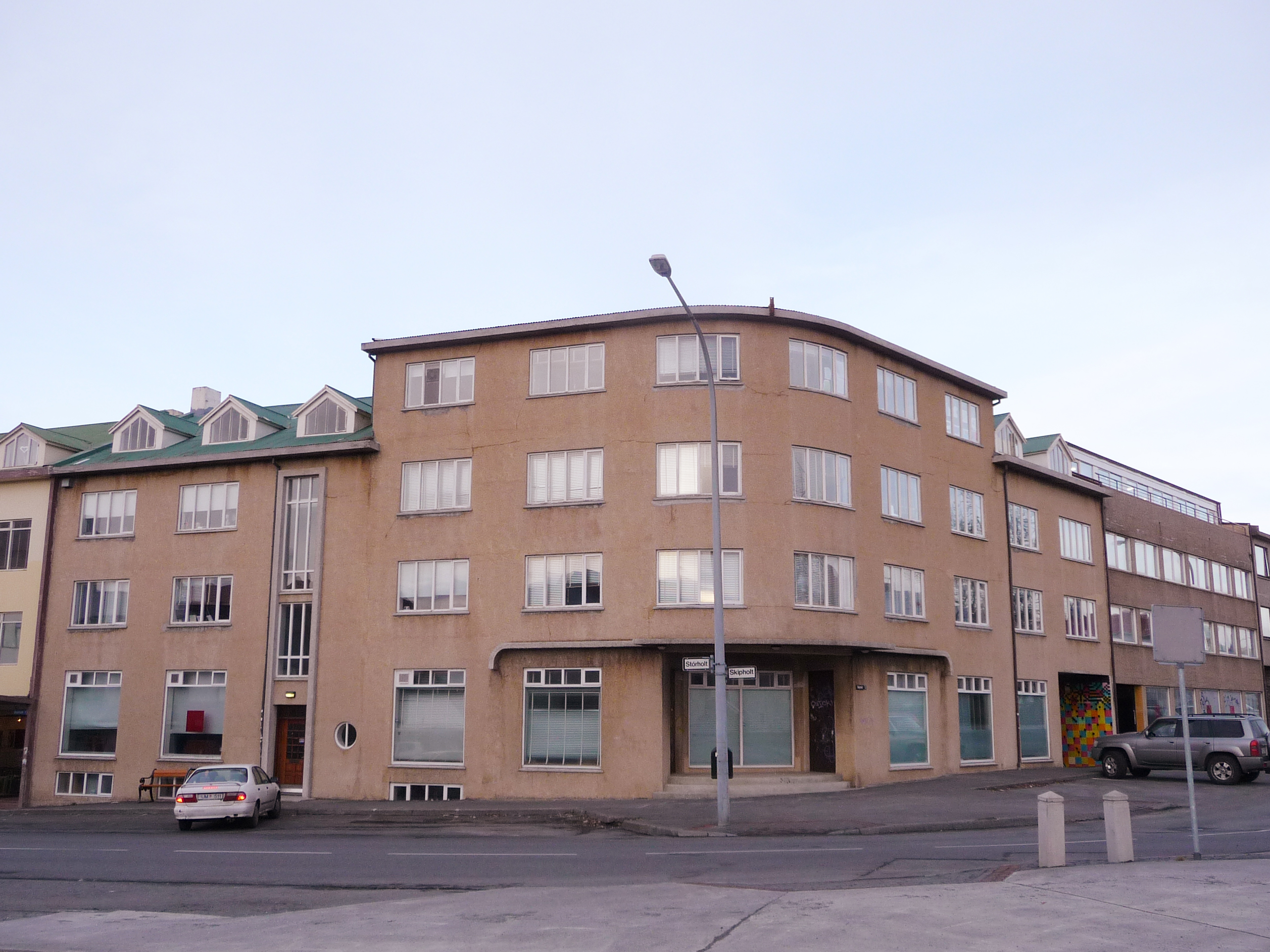
Gebäude der Abteilungen Design und Architektur

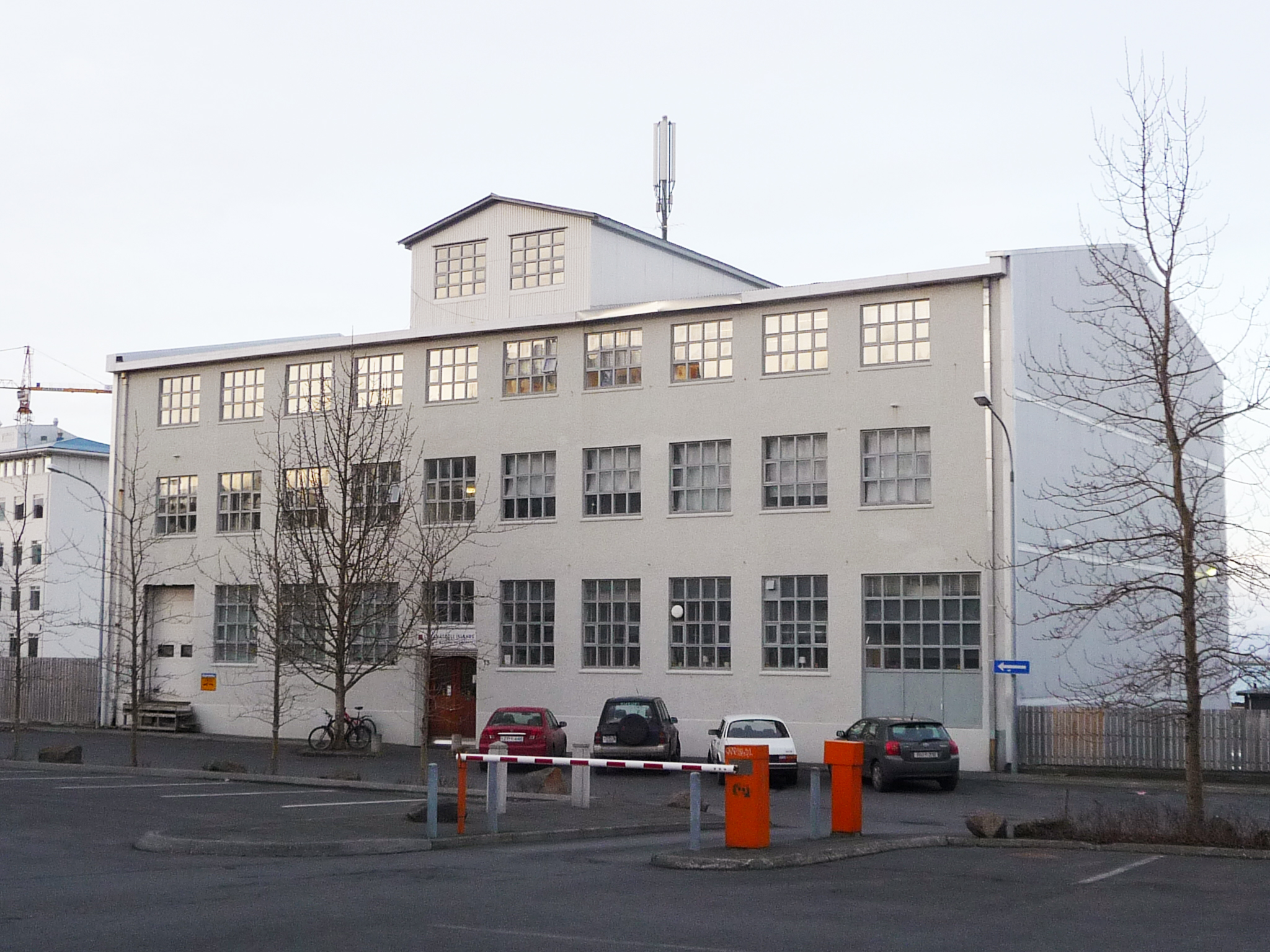
Gebäude der Abteilungen Theater, Musik und Tanz

Die Kunstakademie Islands (isl.: Listaháskóli Íslands) in Reykjavík ist die einzige Kunsthochschule in Island und vermittelt eine künstlerische Ausbildung auf Universitätsniveau. Sie wurde am 21. September 1998 gegründet und wird derzeit von deren Rektor Hjálmar H. Ragnarsson geleitet.
Das Studienangebot ist in die fünf Fachbereiche Bildende Kunst, Theater und Tanz, Musik, Design und Architektur sowie Kunsterziehung unterteilt. Die Hochschule unterhält drei verschiedene Standorte im Stadtgebiet von Reykjavík. Musik, Theater und Tanz sind im Gebäude an der Sölvhólsgata untergebracht, Design und Architektur auf Skipholt. Das Gebäude der Bildenden Künste befindet sich etwas außerhalb, nahe dem Erholungsgebiet Laugarnes.
Gegenwärtig ist es nur möglich, den Masterabschluss in den Fachbereichen Musik und Kunsterziehung zu erlangen. Die weiteren Studiengänge werden als Bachelor-Studiengänge ausgewiesen.

## Lehre
Die Akademie hat sich zur Aufgabe gestellt, fortschrittliches Denken zu fördern und Innovation und Entwicklung in den unterschiedlichen Bereichen voranzutreiben. Die Kunstschule bietet eine Kunstausbildung auf Universitätsniveau an und vermittelt Wissen und Professionalität in der Kunst an die isländischen Bevölkerung.

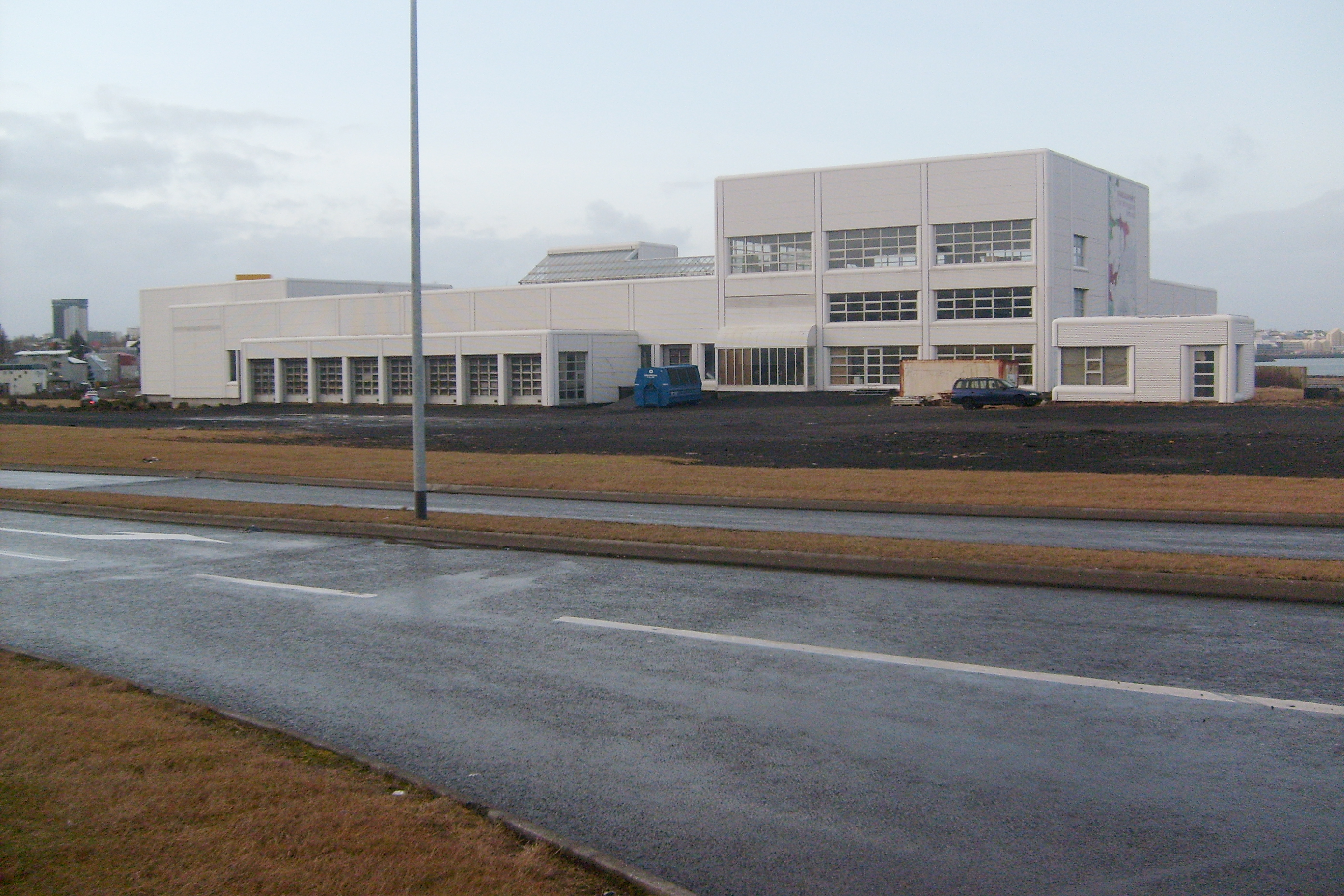
Gebäude der Bildenden Künste

## Bekannte Alumni
- Hildur Guðnadóttir, Cellistin und Komponistin
- Ólöf Arnalds, Indie-Musikerin
- Ragnar Kjartansson, Performance-Künstler
- Stefán Karl Stefánsson, Schauspieler (LazyTown)
- Alex Somers, Künstler und Musiker
- Matthías Haraldsson, Sänger der Band Hatari
- Orri Páll Dýrason, ehemaliger Schlagzeuger von Sigur Rós